# Galium murale
Galium murale (L.) All. es una planta herbácea anual de la familia de las rubiáceas. 

## Descripción
Se trata de una hierba anual, con tallos postrados o ascendentes, de hasta unos 25 cm, que se diferencia dentro del género por sus frutos de 1,1-1,7 mm, cilíndricos y pelosos, con los pelos concentrados en la parte apical y dorsal y con pedicelos fructíferos por lo general fuertemente reflexos en la madurez del fruto. Las inflorescencias son más o menos cilíndricas, con 1-2 flores axilares por nudo.

## Distribución y hábitat
Galium murale es una especie de amplia distribución en Macaronesia y región mediterránea hasta Irán y, probablemente nativa en las islas Canarias donde suele crecer en las proximidades de muros.

## Taxonomía
Galium murale fue descrita por (Carlos Linneo) All.  y publicado en Flora Pedemontana 1: 8, en el año 1785.
Etimología
Galium: nombre genérico que procede del griego galion, gala, que significa "leche", aludiendo a un supuesto uso de estas plantas para cuajar la leche.
murale: epíteto latíno que significa "mural", refiriéndose a que la planta suele crecer en las proximidades de muros.
Sinonimia
| - Sherardia muralis L. (1753). basónimo - Aparinanthus muralis (L.) Fourr. (1868). - Valantia rupestris Lam. (1779). - Valantia filiformis Aiton (1789). - Aspera nutans Moench (1794). - Galium filiforme (Aiton) Roem. & Schult. (1818). - Galium minimum Roem. & Schult. (1818), nom. illeg. - Aparine minima All. ex DC. (1830). - Galium fragile Pourr. ex DC. (1830). - Galium calvipes Pau (1918). - Galium apsheronicum Pobed. in V.L.Komarov (1958). - Galium filiformis (Aiton) Roem. & Schult. |

## Nombre común
Se conoce como "raspilla menuda".